# رضا
رضا نامی برای مردان و نیز یک نام خانوادگی‌ است.

## نام کوچک
- رضاشاه، شاه ایران (از ۱۳۰۴ تا ۱۳۲۰) و بنیانگذار دودمان پهلوی
- رضا پهلوی، شاهزاده ایرانی
- رضا برجی، عکاس و مستندساز ایرانی
- رضا عطاران، بازیگر سینما و تئاتر
- رضا قوچان‌نژاد، بازیکن فوتبال
- رضا رشیدپور، بازیگر و کارگردان و مجری
- رضا پیشرو، خواننده سبک هیپ هاپ
- رضا صادقی، خواننده سبک پاپ
- رضا یزدانی، کشتیگیر ایرانی
- رضا رویگری، بازیگر سینما و تلویزیون

## نام خانوادگی
- عنایت‌الله رضا، فلسفه‌دان، نویسنده و محقق تاریخ و جغرافیای تاریخی ایرانی
- فضل‌الله رضا مهندس برق
- یاسمینا رضا (زادهٔ ۱۹۵۹)، نمایشنامه‌نویس، بازیگر، رمان‌نویس و فیلم‌نامه‌نویس فرانسوی

## لقب
- علی بن موسی الرضا، امام هشتم شیعیان